# 미국인복무요원보호법
미국인복무요원보호법(영어: American Service-Members' Protection Act)은 미합중국 연방법 중 하나로서, 미국의 군인 또는 공무원이 국제형사재판소에 형사기소당할 경우 그 사람을 보호하기 위한 법이다. 미국 법전 제22조 제81장 제2조목으로 올라가 있다.
미국은 국제형사재판소 가맹국이 아니다. 그래서 미국인이 전쟁범죄자로서 국제형사재판소에 구금되면 미국 대통령은 이 법을 발동해서 그 사람을 “구출”할 수 있는 정당한 권리를 갖는다. 이 법을 발동하면 미국이 국제형사재판소가 위치한 네덜란드 헤이그를 침공하게 되기 때문에 속칭 헤이그침공법(영어: Hague Invasion Act)이라고 부른다.

## 같이 보기
- 보편관할권
- 지위협정